# Фатима Ахмед Ибрахим
Фатима Ахмед Ибрахим (англ. Fatima Ahmed Ibrahim, араб. فاطمة أحمد إبراهيم‎; 1933 — 12 августа 2017, Лондон, Великобритания) — суданская писательница, правозащитница, деятельница коммунистического и женского движений. Председатель Международной демократической федерации женщин в 1991—1994 годах.

## Биография

### Происхождение и образование
Ибрахим родилась во времена колониального англо-египетского Судана, в 1933 году в Хартуме в образованной семье. Её дедушка был директором первой суданской школы для мальчиков, а также имамом в мечети своего района. Мать Фатимы была в первом поколении девочек, которые посещали школу. Отец Фатимы окончил Мемориальный колледж имени Гордона и работал учителем в государственной школе, откуда был уволен за отказ вести уроки сугубо на английском языке.
Ещё со школьной скамьи средней школы для девочек в Омдурмане отстаивала права женщин. Выпускала стенгазету под названием Elra’edda (الرائدة, «Пионерка») и начала писать в газетах под псевдонимом. Фатима провела первую женскую забастовку в Судане, когда администрация её школы решила отменить уроки естествознания и заменить их уроками «семейной науки».

### На передовой женского движения
В 1947 году она основала Интеллектуальную женскую ассоциацию, а в 1952 году приняла участие в учреждении Союза суданских женщин (араб. الاتحاد النسائي السوداني‎), в котором была избрана первым президентом и работала в исполкоме с Фатимой Талиб и Халидой Захир.
Повестка ССЖ, согласно поправке к её уставу от 1954 года, была сосредоточена на борьбе за всеобщее избирательное право — право голоса для женщин и право выступать в качестве представителей во всех законодательных, политических и административных учреждениях; внимание также уделялось социально-экономическим и культурным правам (достижению равенства с мужчинами в заработной плате и доступе к образованию, борьбе с неграмотностью среди женщин). В 1955 году Фатима стала главным редактором журнала ССЖ «Сават аль-Мараа» («Женский голос»), впоследствии сыгравшего важную роль в свержении режима Ибрахима Аббуда.

### Коммунистка. Первая женщина-депутат
В 1954 году Фатима вступила в Суданскую коммунистическую партию (СКП) и на короткий срок вошла в состав Центрального комитета Компартии (СКП была первой суданской партией, располагавшей внутренней женской организацией с 1946 года). В 1956—1957 годах Фатима вновь возглавляла Союза женщин. В 1965 году она была избрана в парламент, став первой женщиной-депутатом в истории Судана. Конституционный кризис, вызванный незаконным исключением из парламента Судана демократически избранных членов Компартии по инициативе Садыка аль-Махди, вызвал нарастание разногласий между СКП и Национальной партией Умма.
В 1969 году, когда к власти в результате поддержанного коммунистами военного переворота пришёл Джафар Мухаммед аль-Нимейри, деятельность ССЖ расширилась, и женщины завоевали ряд прав в различных областях. Медовый месяц между Коммунистической партией и Джафаром аль-Нимейри закончился разрывом, приведшим в июле 1971 года к перевороту и контрпереворотом. Вернувшийся к власти Нимейри казнил лидеров коммунистов, включая аш-Шафи (Шафиа) Ахмеда аш-Шейха — профсоюзного лидера и мужа Фатимы. Сама же она была помещена под домашний арест на несколько лет и затем неоднократно подвергалась задержаниям во время режима Нимейри.

### Изгнание и возвращение
В 1990 году Фатима покинула Судан после военного переворота Омара Хасана аль-Башира и присоединилась к оппозиции в изгнании в качестве президента запрещённого Союза суданских женщин. В 1991 году Фатима была избрана председательницей Международной демократической федерации женщин. Она вернулась в Судан в 2005 году после некоторого примирения между правительством и оппозицией и даже стала депутатом парламента от Компартии.
Она отошла от политического руководства партией в 2011 году и умерла в Лондоне 12 августа 2017 года, в возрасте 84 лет, а её похороны состоялись в Хартуме 16 августа. Её брат Салах Ахмед Ибрахим также был известен литературной и политической деятельностью.

## Работы
- Hassadanna Khill’al Ashroon A’mm’a, Arabic حصادنا خلال عشرين عاماً, or (Our Harvest During Twenty Years). Khartoum: Sudanese Women’s Union Press, n.d.
- Tariqnu ila el-Tuharur (Our Road to Emancipation). (n.d.).
- el-Mara el-Arabiyya wal Taghyir el-Ijtimai, Arabic المرأة العربية والتغيير الاجتماعي or Arab Women and Social Change. 1986
- Holla Gadie’a alahoal al-shekhssia, Arabic حول قضايا الأحوال الشخصية or Personal Status Affairs.
- Gadie’a Alm’ar’a el-A’mela Al-sodania, Arabic قضايا المرأة العاملة السودانية, or The Affairs of Sudanese Workers Women’s.
- An’a Awaan Eltageir Lakeen!,Arabic !آن آوان التغيير ولكن or It’s Time for Change but!
- Atfallana we’l Re’aia El-sehi’a, Arabic أطفالنا والرعاية الصحية, or Our Children and Health Care.
- «Arrow at Rest». In Women in Exile, ed. Mahnaz Afkhami, 191—208: University Press of Virginia, 1994.
- «Sudan’s Attack on Women’s Rights Exploits Islam». Africa News 37, no. 5 (1992): 5.

## Награды
- Награда ООН за выдающиеся достижения в области прав человека (1993).
- Премия Ибн Рушда за свободу мысли (2006, Берлин).